# Luigi Pandolfi
Luigi Pandolfi (ur. 6 września 1751 w Cartoceto, zm. 2 lutego 1824 w Rzymie) – włoski kardynał.

## Życiorys
Urodził się 6 września 1751 roku w Cartoceto, jako syn Giuseppego Pandolfiego i Verginii Tonelli. Studiował na La Sapienzy, gdzie uzyskał doktorat z prawa. Około 1776 roku przyjął święcenia kapłańskie. Następnie został referendarzem Trybunału Obojga Sygnatur. 10 marca 1823 roku został kreowany kardynałem prezbiterem i otrzymał kościół tytularny Santa Sabina. Zmarł 2 lutego 1824 roku w Rzymie.